# 1伝票制
1伝票制（いちでんぴょうせい）とは、簿記における伝票制の一種。仕訳伝票のみを使用して取引内容を扱う伝票制である。

## 処理方法
仕訳伝票とは仕訳帳の代わりに個々の取引を記入する伝票である。
1伝票制で用いられる仕訳伝票は構成としては3伝票制や5伝票制で用いられる振替伝票とほぼ同様である。ただ、3伝票制や5伝票制で用いられる振替伝票では、他の伝票では扱われない取引を振替伝票で扱うことになるが、これに対して、1伝票制で用いられる仕訳伝票は一切の取引を対象とするものである点が異なる。